# Skala kontrolna
Skala kontrolna – stosowana w psychometrii dodatkowa skala, która ma na celu ocenę rzetelności odpowiedzi badanych i wykrycie ewentualnych prób fałszerstwa testu psychologicznego. Istnieją różne rodzaje skal kontrolnych, wykrywające np. symulację, dyssymulację, kłamstwa itp. Są one stosowane m.in. w MMPI-2, Inwentarzu Osobowości Eysencka, funkcjonują także jako niezależne testy.

## MMPI-2
Skale kontrolne w teście MMPI-2:
- Liczba pytań na które badany nie odpowiedział.
- Skala L zawiera pytania, przy których uczestnik ma szansę przyznać się do drobnych wad. Ma na celu wykrycie świadomych prób przedstawiania się w lepszym świetle.
- Skala F ma za zadanie wykrywać przypadki ludzi, którzy starają się symulować niewystępujące u nich zaburzenia psychiczne. Składa się ona z pytań o objawy, które rzadko występują u rzeczywistych chorych, jednak są w powszechnej świadomości kojarzone z zaburzeniami psychicznymi. Raportowanie wielu tego typu objawów jednocześnie jest bardzo mało prawdopodobne przy szczerych odpowiedziach.
- Skala K wykrywa nastawienie obronne badanego, jest subtelniejsza od skali L, reaguje także na nieuświadomione próby ukrycia zaburzeń.
- Wskaźnik Gougha, będący różnicą F-K.
- Skala T-R zawiera identyczne pytania, stawiane w dużej odległości od siebie. Pozwala sprawdzić, czy badany konsekwentnie udziela identycznych odpowiedzi[1].